# Vanšu-Brücke
Die Vanšu-Brücke (lettisch Vanšu tilts, Schrägseilbrücke, früherer Name: Gorki-Brücke, nach Maxim Gorki) ist eine Schrägseilbrücke in Riga, der Hauptstadt Lettlands. Das Bauwerk wurde während der Sowjetzeit errichtet, die Bauarbeiten begannen 1979. Am 17. Juli 1981 wurde die Brücke eröffnet. Sie war zu diesem Zeitpunkt mit 625 Metern die längste Schrägseilbrücke Europas.
Die Vanšu-Brücke überspannt als eine von insgesamt fünf Brücken den nördlichen Teil der Düna (Daugava). Auf Grund ihres 109 Meter hohen Pylon gehört sie zu den markantesten Landmarken Rigas. Sie verbindet die Valdemāra-Straße mit der  Kalnciema-Straße.